# Долинин, Александр Васильевич
Александр Васильевич Долинин (10 сентября 1938, Бакал, Челябинская область — 15 января 2017, Трёхгорный, Челябинская область) — советский и российский организатор промышленного производства и государственный деятель, генеральный директор Приборостроительного завода. Лауреат Государственной премии СССР.

## Биография
В 1961 году после окончания Челябинского политехнического института был направлен в закрытый город Златоуст-20 на приборостроительный завод, до 1974 года работал мастером, старшим мастером, начальником производства, старшим инженером-технологом цеха, заместителем начальника цеха, начальником цеха.
С 1974 по 1986 годы являлся заместителем директора завода, с 1986 по 1987 год — заместителем главного инженера. С 1987 года — директор, генеральный директор Приборостроительного завода Росатома России.
В 2003 году после отставки был назначен советником губернатора Челябинской области, одновременно являлся доцентом кафедры Трехгорного технологического института.

## Награды и звания
- Лауреат Государственной премии СССР (1988 год)
- Орден Знак Почёта
- Заслуженный машиностроитель Российской Федерации (1999 год)
- Почетный гражданин города Трёхгорный